# Saison 11 de Grey's Anatomy
Chronologie
Saison 10 Saison 12
La saison 11 de la série télévisée Grey's Anatomy débute en septembre 2014 et s'achève en mai 2015 sur le réseau américain ABC, avec un total de 25 épisodes.

## Généralités
Le 9 mai 2014, la série a été renouvelée pour une onzième saison. Le tournage a débuté le 30 juillet 2014, la diffusion le 25 septembre aux États-Unis.

## Distribution

### Acteurs principaux
- Ellen Pompeo (VF : Céline Mauge) : Dr Meredith Shepherd (25/25)
- Justin Chambers (VF : Sébastien Desjours) : Dr Alex Karev (24/25)
- Chandra Wilson (VF : Zaïra Benbadis) : Dr Miranda Warren (24/25)
- James Pickens Jr. (VF : Said Amadis) : Dr Richard Webber (23/25)
- Sara Ramirez (VF : Edwige Lemoine) : Dr Callie Torres-Robbins (23/25)
- Kevin McKidd (VF : Alexis Victor) : Dr Owen Hunt (25/25)
- Jessica Capshaw (VF : Véronique Alycia) : Dr Arizona Robbins (23/25)
- Sarah Drew (VF : Sophie Froissard) Dr April Avery (22/25)
- Jesse Williams (VF : Rémi Caillebot) Dr  Jackson Avery  (22/25)
- Camilla Luddington (VF : Marie-Eugénie Maréchal) : Dr Josephine Wilson (24/25)
- Jerrika Hinton (VF : Geneviève Doang) : Dr Stephanie Edwards (24/25)
- Caterina Scorsone (VF : Élisabeth Ventura) : Dr Amelia Shepherd[1] (24/25)
- Kelly McCreary (VF : Diane Dassigny) : Dr Maggie Pierce[2] (23/25)
- Patrick Dempsey (VF : Damien Boisseau) : Derek Shepherd (17/25)

### Acteurs récurrents et invités
- Debbie Allen (VF : Dominique Westberg) : Dr Catherine Avery (épisodes 11, 12, 19, 22, 23, 24, 25)
- Jason George (VF : Denis Laustriat) : Dr Ben Warren (épisodes 1, 6, 11 à 25)
- Kate Burton (VF : Évelyne Grandjean) : Ellis Grey[3] (épisode 1, 4, 22 et 23)
- Geena Davis (VF : Annie Le Youdec) : Dr Nicole Herman[4] (épisodes 1 à 14)
- Patrick Fabian : Dr Oliver Lebackes (épisode 2)
- Annet Mahendru : Ana[5] (épisode 4)
- Connie Ray (VF : Brigitte Virtudes) : Karen Kepner, mère d'April[6] (épisodes 6 et 10)
- Sally Pressman : jeune Ellis Grey[7] (épisodes 1 et 4)
- Giacomo Gianniotti (VF : Damien Ferrette) : Dr Andrew DeLuca[8] (épisodes 24 et 25)
- Millie Bobby Brown : Ruby (épisode 15)

## Épisodes

### Épisode 1:Tempête de sentiments
- États-Unis /  Canada : 25 septembre 2014 sur ABC[9] / CTV
- Suisse : 1er juillet 2015 sur RTS Un[10]
- Québec :
  - 11 septembre 2015 sur ARTV[11]
  - 12 septembre 2015 à la Télévision de Radio-Canada[12]
- France : 2 mars 2016 sur TF1

- États-Unis : 10,14 millions de téléspectateurs[13]
- Canada : 2,168 millions de téléspectateurs[14] (première diffusion + différé 7 jours)
- France : 4,62 millions de téléspectateurs[15] (première diffusion)

- Geena Davis (Dr Herman)
- Kelly McCreary (Dr Margaret Pierce)
- Jason George (Dr Ben Warren)

- Premier épisode de la série où Caterina Scorsone est créditée en tant qu'actrice régulière.
- Premier épisode de la série où Sandra Oh alias Cristina Yang n'est pas créditée.
- Au début de l'épisode on peut entendre Sandra Oh, en effet c'est elle qui dit "Précédemment dans Grey's Anatomy…". Il s'agit d'une première ou un acteur ayant quitté la série dit une phrase.
- La lecture du scénario de l'épisode a eu lieu le 22 juillet 2014.
- D'énormes éoliennes ont été utilisées pour la scène sur le toit a confié Kevin McKidd.
- Le tournage de cet épisode a commencé le 5 août 2014 et a pris fin le 16 août 2014. Cela signifie que cet épisode a été tourné après le deuxième épisode de cette saison.
- La scène où Maggie et Richard sont à la machine distributrice est l'une des scènes préférées de la saison de Kelly McCreary.
- L’episode réalise un record d’audience pour un début de saison depuis l’episode 9x01.

### Épisode 2:Le Puzzle de Maggie
- États-Unis /  Canada : 2 octobre 2014 sur ABC / CTV
- Suisse : 1er juillet 2015 sur RTS Un
- Québec : 19 septembre 2015 à la Télévision de Radio-Canada
- France : 2 mars 2016 sur TF1

- États-Unis : 9,44 millions de téléspectateurs[16] (première diffusion)
- Canada : 2,047 millions de téléspectateurs[17] (première diffusion + différé 7 jours)
- France : 4,26 millions de téléspectateurs[15] (première diffusion)

- Eileen Ryan (Majorie Reed)
- Patrick Fabian (Dr LeBackes)
- Rebecca Field (Sabine McNeil)
- Kelly McCreary (Dr Margaret Pierce)
- Mary Passeri (Jeannie Reed)
- Manu Narayan (Eric Patel)
- Anisha Nagarajan (Rita Patel)
- Bill Malone (Jon McNeil)
- Chad Buchanan (Brian)

- Maggie Pierce énonce la voix off de l'épisode, ce qui en fait la deuxième fois de la série que la voix off n'est pas dite par un personnage principal.

### Épisode 3:Un fauteuil pour deux
- États-Unis /  Canada : 9 octobre 2014 sur ABC / CTV
- Suisse : 8 juillet 2015 sur RTS Un
- Québec : 26 septembre 2015 à la Télévision de Radio-Canada
- France : 9 mars 2016 sur TF1

- États-Unis : 8,48 millions de téléspectateurs[18] (première diffusion)
- Canada : 1,963 million de téléspectateurs[19] (première diffusion + différé 7 jours)
- France : 4,23 millions de téléspectateurs[20] (première diffusion)

- Geena Davis (Dr Herman)
- Kelly McCreary (Dr Margaret Pierce)

### Épisode 4:La Page manquante
- États-Unis /  Canada : 16 octobre 2014 sur ABC / CTV
- Suisse : 8 juillet 2015 sur RTS Un
- Québec : 3 octobre 2015 à la Télévision de Radio-Canada
- France : 9 mars 2016 sur TF1

- États-Unis : 8,43 millions de téléspectateurs[21] (première diffusion)
- Canada : 2,106 millions de téléspectateurs[22] (première diffusion + différé 7 jours)
- France : 3,91 millions de téléspectateurs[20] (première diffusion)

- Kate Burton (Ellis Grey)
- Sally Pressman (jeune Ellis Grey)
- Kelly McCreary (Dr Margaret Pierce)
- Annet Mahendru (Ana)

- Bien que créditée l'actrice Sara Ramirez jouant Callie Torres n'apparaît pas dans cet épisode. Il s'agît de la première fois depuis son apparition dans la série.
- Bien que créditée l'actrice Sarah Drew jouant April Kepner n'apparaît pas dans cet épisode. Il s'agît de la première fois depuis son apparition dans la série.
- Sara Ramirez avait tourné des scènes pour l'épisode mais elles ont été coupées au montage final.
- Ellis Grey fait partie de la voix off de l'épisode, ce qui en fait la troisième fois de la série que la voix off n'est pas dite par un personnage principal.
- Des Flashbacks des saisons 2 et 3 sont visibles dans l'épisode.

### Épisode 5:Faire une pause
- États-Unis /  Canada : 23 octobre 2014 sur ABC / CTV
- Suisse : 15 juillet 2015 sur RTS Un
- Québec : 10 octobre 2015 à la Télévision de Radio-Canada
- France : 16 mars 2016 sur TF1

- États-Unis : 8,62 millions de téléspectateurs[23] (première diffusion)
- Canada : 1,842 million de téléspectateurs[24] (première diffusion + différé 7 jours)
- France : 4,19 millions de téléspectateurs[25] (première diffusion)

- Geena Davis (Dr Herman)
- Kelly McCreary (Dr Margaret Pierce)

- Bien que créditée l'actrice Chandra Wilson jouant Miranda Bailey n'apparaît pas dans cet épisode. Il s'agît de la deuxième fois depuis son apparition dans la série.
- Bien que crédité l'acteur James Pickens Jr. jouant Richard Webber n'apparaît pas dans cet épisode.
- Miranda Bailey et Richard Webber ont tourné des scènes pour l'épisode mais elles ont été coupées au montage final. Cependant ces scènes sont visibles dans les scènes coupées du DVD

### Épisode 6:Prendre le mal à la racine
- Canada : 5 novembre 2014 sur CTV
- États-Unis : 6 novembre 2014 sur ABC
- Suisse : 15 juillet 2015 sur RTS Un
- Québec : 17 octobre 2015 à la Télévision de Radio-Canada
- France : 16 mars 2016 sur TF1

- États-Unis : 8,08 millions de téléspectateurs[26] (première diffusion)
- Canada : 1,572 million de téléspectateurs[27] (première diffusion + différé 7 jours)
- France : 3,84 millions de téléspectateurs[25] (première diffusion)

- Geena Davis (Dr Herman)
- Kelly McCreary (Dr Margaret Pierce)
- Connie Ray (Karen Kepner)
- Sydney Sweeney (Erin Weaver)

### Épisode 7:On oublie tout
- Canada : 12 novembre 2014 sur CTV
- États-Unis : 13 novembre 2014 sur ABC
- Suisse : 22 juillet 2015 sur RTS Un
- Québec : 24 octobre 2015 à la Télévision de Radio-Canada
- France : 23 mars 2016 sur TF1

- États-Unis : 8,36 millions de téléspectateurs[28] (première diffusion)
- Canada : 1,601 million de téléspectateurs[29] (première diffusion + différé 7 jours)
- France : 4,61 millions de téléspectateurs[30] (première diffusion)

- Geena Davis (Dr Herman)
- Kelly McCreary (Dr Margaret Pierce)

### Épisode 8:Le Goût du risque
- Canada : 19 novembre 2014 sur CTV
- États-Unis : 20 novembre 2014 sur ABC[31]
- Suisse : 22 juillet 2015 sur RTS Un
- Québec : 31 octobre 2015 à la Télévision de Radio-Canada
- France : 23 mars 2016 sur TF1

- États-Unis : 8,33 millions de téléspectateurs[32] (première diffusion)
- Canada : 1,682 million de téléspectateurs[33] (première diffusion + différé 7 jours)
- France : 4,16 millions de téléspectateurs[30] (première diffusion)

- Geena Davis (Dr Herman)
- Kelly McCreary (Dr Margaret Pierce)

### Épisode 9:Prêt à se battre
- États-Unis /  Canada : 29 janvier 2015 sur ABC[34] / CTV
- Suisse : 29 juillet 2015 sur RTS Un
- Québec : 7 novembre 2015 à la Télévision de Radio-Canada
- France : 30 mars 2016 sur TF1

- États-Unis : 8,71 millions de téléspectateurs[35] (première diffusion)
- Canada : 1,251 million de téléspectateurs[36] (première diffusion + différé 7 jours)
- France : 4,72 millions de téléspectateurs[37] (première diffusion)

- Geena Davis (Dr Herman)
- Kelly McCreary (Dr Margaret Pierce)

- Première de la saison hiver-printemps 2015.
- Cet épisode marque le départ de Derek à Washington. Il a donc été annoncé que le personnage de Patrick Dempsey serait beaucoup moins présent pendant la seconde partie de la saison 11.

### Épisode 10:Un grand lit vide
- États-Unis /  Canada : 5 février 2015 sur ABC / CTV
- Suisse : 29 juillet 2015 sur RTS Un
- Québec : 14 novembre 2015 à la Télévision de Radio-Canada
- France : 30 mars 2016 sur TF1

- États-Unis : 7,98 millions de téléspectateurs[38] (première diffusion)
- Canada : 1,608 million de téléspectateurs[39] (première diffusion + différé 7 jours)
- France : 4,32 millions de téléspectateurs[37] (première diffusion)

- Geena Davis (Dr Herman)
- Kelly McCreary (Dr Margaret Pierce)
- Connie Ray (Karen Kepner)

### Épisode 11:Besoin d'un miracle
- États-Unis /  Canada : 12 février 2015 sur ABC / CTV
- Suisse : 5 août 2015 sur RTS Un
- Québec : 21 novembre 2015 à la Télévision de Radio-Canada
- France : 6 avril 2016 sur TF1

- États-Unis : 7,81 millions de téléspectateurs[40] (première diffusion)
- Canada : 1,629 million de téléspectateurs[41] (première diffusion + différé 7 jours)
- France : 4,34 millions de téléspectateurs[42] (première diffusion)

- Geena Davis (Dr Herman)
- Debbie Allen (Dr Catherine Avery)

### Épisode 12:Vivre de faux-semblants
- États-Unis /  Canada : 19 février 2015 sur ABC / CTV
- Suisse : 5 août 2015 sur RTS Un
- Québec : 28 novembre 2015 à la Télévision de Radio-Canada
- France : 6 avril 2016 sur TF1

- États-Unis : 8,13 millions de téléspectateurs[43] (première diffusion)
- Canada : 1,583 million de téléspectateurs[44] (première diffusion + différé 7 jours)
- France : 4,07 millions de téléspectateurs[42] (première diffusion)

- Geena Davis (Dr Herman)
- Debbie Allen (Dr Catherine Avery)

### Épisode 13:Jusqu'à mon dernier souffle
- États-Unis /  Canada : 26 février 2015 sur ABC / CTV
- Suisse : 12 août 2015 sur RTS Un
- Québec : 5 décembre 2015 à la Télévision de Radio-Canada
- France : 13 avril 2016 sur TF1

- États-Unis : 7,56 millions de téléspectateurs[45] (première diffusion)
- Canada : 1,778 million de téléspectateurs[46] (première diffusion + différé 7 jours)
- France : 4,21 millions de téléspectateurs[47] (première diffusion)

Geena Davis (Dr Herman)

### Épisode 14:On se rencontre enfin
- États-Unis /  Canada : 5 mars 2015 sur ABC / CTV
- Suisse : 12 août 2015 sur RTS Un
- Québec : 12 décembre 2015 à la Télévision de Radio-Canada
- France : 13 avril 2016 sur TF1

- États-Unis : 8,09 millions de téléspectateurs[48] (première diffusion)
- Canada : 1,577 million de téléspectateurs[49] (première diffusion + différé 7 jours)
- France : 4,12 millions de téléspectateurs[47] (première diffusion)

- Geena Davis (Dr Nicole Herman)
- Jason George (Dr Ben Warren)
- Marla Sokoloff (Glenda Castillo)

### Épisode 15:Au cœur du séisme
- États-Unis /  Canada : 12 mars 2015 sur ABC / CTV
- Suisse : 19 août 2015 sur RTS Un
- Québec : 19 décembre 2015 à la Télévision de Radio-Canada
- France : 20 avril 2016 sur TF1

- États-Unis : 7,4 millions de téléspectateurs[50] (première diffusion)
- Canada : 1,388 million de téléspectateurs[51] (première diffusion + différé 7 jours)
- France : 4,44 millions de téléspectateurs[52] (première diffusion)

- Jason George (Ben Warren)
- Jennifer Rhodes (VF : Sylvie Genty) (Jane Dominy)
- Lance Gross (VF : Frantz Confiac) (Ethan)
- Millie Bobby Brown (Ruby)

### Épisode 16:Tout oublier
- États-Unis /  Canada : 19 mars 2015 sur ABC / CTV
- Suisse : 19 août 2015 sur RTS Un
- Québec : 16 janvier 2016 à la Télévision de Radio-Canada
- France : 20 avril 2016 sur TF1

- États-Unis : 7,73 millions de téléspectateurs[53] (première diffusion)
- Canada : 2,082 millions de téléspectateurs[54] (première diffusion + différé 7 jours)
- France : 4,29 millions de téléspectateurs[52] (première diffusion)

- Jason George (Dr Ben Warren)
- Dan Lauria (Martin Davis)
- Lily Knight (Sally Davis)
- Crystal Allen (Heather)

### Épisode 17:Accroche-toi
- États-Unis /  Canada : 26 mars 2015 sur ABC / CTV
- Suisse : 26 août 2015 sur RTS Un
- Québec : 23 janvier 2016 à la Télévision de Radio-Canada
- France : 27 avril 2016 sur TF1

- États-Unis : 8,18 millions de téléspectateurs[55] (première diffusion)
- Canada : 1,984 million de téléspectateurs[56] (première diffusion + différé 7 jours)
- France : 4,4 millions de téléspectateurs[57] (première diffusion)

- Jason George (Dr Ben Warren)
- Scottie Thompson (Renee Collier)
- Debra Mooney (Evelyn Hunt)
- Drew Rausch (John Finch)

Derek est rentré à Seattle pour tenter de sauver son couple alors que Meredith croit qu'il a une liaison avec l'une de ses résidentes à Washington. Tout au long de l'épisode, Meredith aura des flashbacks des huit dernières années passées avec Derek. Alex tente de savoir si Meredith va bien. Owen et Amelia flirtent dans l'hôpital. Stéphanie "redescend sur terre" après avoir passé des semaines avec Amelia à étudier la tumeur du Dr Herman, et cherche à tout prix un cas intéressant alors que Jo va tomber sur une patiente ayant une étrange chose dans le nez. Elle va également essayer de récupérer l'intervention sur laquelle travaille Ben avec Jackson. Owen apprend que sa mère est aux urgences et qu'elle est en couple avec John, un pompier beaucoup plus jeune qu'elle. Owen désapprouve mais Richard va tenter de lui parler.
Washington D.C. (Neuf semaines plus tôt)

### Épisode 18:Deux vies pour une
- États-Unis /  Canada : 2 avril 2015 sur ABC / CTV
- Suisse : 26 août 2015 sur RTS Un
- Québec : 30 janvier 2016 à la Télévision de Radio-Canada
- France : 27 avril 2016 sur TF1

- États-Unis : 6,64 millions de téléspectateurs[58] (première diffusion)
- Canada : 1,381 million de téléspectateurs[59] (première diffusion + différé 7 jours)
- France : 4,19 millions de téléspectateurs[57] (première diffusion)

- Jason George (Dr Ben Warren)
- Kevin Alejandro (Dan Pruitt)
- Libby Villari (Mrs. Gibson)
- Mary Gallagher (Mrs. Hamilton)
- Jake Green (Pete Gibson)
- William Nicol (Brett Gibson)

### Épisode 19:Folle de lui
- États-Unis /  Canada : 9 avril 2015 sur ABC / CTV
- Suisse : 2 septembre 2015 sur RTS Un
- Québec : 6 février 2016 à la Télévision de Radio-Canada
- France : 4 mai 2016 sur TF1

- États-Unis : 7,42 millions de téléspectateurs[60] (première diffusion)
- Canada : 1,335 million de téléspectateurs[61] (première diffusion + différé 7 jours)
- France : 3,88 millions de téléspectateurs[62] (première diffusion)

- Debbie Allen (Dr Catherine Avery)
- Ajiona Alexus (Marissa McKay)

### Épisode 20:Refaire surface
- États-Unis /  Canada : 16 avril 2015 sur ABC / CTV
- Suisse : 2 septembre 2015 sur RTS Un
- Québec : 13 février 2016 à la Télévision de Radio-Canada
- France : 4 mai 2016 sur TF1

- États-Unis : 7,6 millions de téléspectateurs[63] (première diffusion)
- Canada : 1,569 million de téléspectateurs[64] (première diffusion + différé 7 jours)
- France : 3,83 millions de téléspectateurs[62] (première diffusion)

### Épisode 21:Belle journée pour sauver des vies
- États-Unis /  Canada : 23 avril 2015 sur ABC / CTV
- Suisse : 9 septembre 2015 sur RTS Un
- Québec : 20 février 2016 à la Télévision de Radio-Canada
- France : 11 mai 2016 sur TF1

- États-Unis : 9,55 millions de téléspectateurs[65] (première diffusion)
- Canada : 1,91 million de téléspectateurs[66] (première diffusion + différé 7 jours)
- France : 4,75 millions de téléspectateurs[67] (première diffusion)

- Samantha Sloyan (Dr Penelope Blake)
- Mike McColl (Dr Paul)
- Larry Cedar (Dr Joseph Cohn)
- Savannah Paige Rae (Winnie)
- Che Landon (Sarah)
- Allie Grant (Alana)

- Bien que crédités, Justin Chambers, James Pickens Jr, Sara Ramirez, Jessica Capshaw, Jesse Williams, Camilla Luddington, Jerrika Hinton et Kelly McCreary n’apparaissent pas dans cet épisode.
- Cet épisode marque le départ de Patrick Dempsey, interprète de Derek Shepherd (mort à la suite d'un accident).

### Épisode 22:Partir sans un mot - Partie 1
- États-Unis /  Canada : 30 avril 2015 sur ABC / CTV Two
- Suisse : 9 septembre 2015 sur RTS Un
- Québec : 27 février 2016 à la Télévision de Radio-Canada
- France : 11 mai 2016 sur TF1

- États-Unis : 8,74 millions de téléspectateurs[68] (première diffusion)
- Canada : 1,413 million de téléspectateurs[69] (première diffusion + différé 7 jours)
- France : 4,51 millions de téléspectateurs[67] (première diffusion)

- Jason George (Dr Ben Warren)
- Kevin Alejandro (Dan Pruitt)
- Nicole Sulivan (JJ)
- Elizabeth Ann Bennett (Anne Chambers)
- Debbie Allen (Dr Catherine Avery)
- Kate Burton (Dr Ellis Grey)

- Bien que crédité, Patrick Dempsey n'apparait que très peu dans cet épisode, au tout début, sous forme de flash-back de son décès lors de l'épisode précédent. Épisode en deux parties diffusé spécialement en une seule fois (format 90 minutes sans les publicités).
- Cristina Yang apparaît pour la première fois depuis son départ dans l'épisode final de la saison 10, Ceux qui restent, ceux qui partent. Elle est aperçue de dos et interprétée par une autre actrice que Sandra Oh.

### Épisode 23:Partir sans un mot - Partie 2
- États-Unis /  Canada : 30 avril 2015 sur ABC / CTV Two
- Suisse : 16 septembre 2015 sur RTS Un
- Québec : 5 mars 2016 à la Télévision de Radio-Canada
- France : 11 mai 2016 sur TF1

- États-Unis : 8,74 millions de téléspectateurs[68] (première diffusion)
- Canada : 1,413 million de téléspectateurs[69] (première diffusion + différé 7 jours)
- France : 4,15 millions de téléspectateurs[67] (première diffusion)

- Jason George (Dr Ben Warren)
- Kevin Alejandro (Dan Pruitt)
- Nicole Sulivan (JJ)
- Elizabeth Ann Bennett (Anne Chambers)
- Debbie Allen (Dr Catherine Avery)
- Kate Burton (Dr Ellis Grey)

### Épisode 24:Le temps s'arrête…
- États-Unis /  Canada : 7 mai 2015 sur ABC / CTV
- Suisse : 16 septembre 2015 sur RTS Un
- Québec : 12 mars 2016 à la Télévision de Radio-Canada
- France : 18 mai 2016 sur TF1

- États-Unis : 7,74 millions de téléspectateurs[70] (première diffusion)
- Canada : 1,577 million de téléspectateurs[71] (première diffusion + différé 7 jours)
- France : 4,89 millions de téléspectateurs[72] (première diffusion)

- Debbie Allen (Dr Catherine Avery)

- Bien que crédité, Patrick Dempsey n'apparait pas dans cet épisode.
- Première apparition d'Andrew Deluca (Giacomo Gianniotti).

### Épisode 25:… la vie reprend
- États-Unis /  Canada : 14 mai 2015 sur ABC[73] / CTV
- Suisse : 16 septembre 2015 sur RTS Un
- Québec : 19 mars 2016 à la Télévision de Radio-Canada
- France : 18 mai 2016 sur TF1

- États-Unis : 8,33 millions de téléspectateurs[74] (première diffusion)
- Canada : 2,156 millions de téléspectateurs[75] (première diffusion + différé 7 jours)
- France : 4,58 millions de téléspectateurs[72] (première diffusion)

- Debbie Allen (Dr Catherine Avery)

## Audiences aux États-Unis
| N° d'épisode | Titre original                  | Titre français                     | Chaîne | Date de diffusion originale | Audience (en millions de téléspectateurs) | Pdm sur les 18-49 ans |
| ------------ | ------------------------------- | ---------------------------------- | ------ | --------------------------- | ----------------------------------------- | --------------------- |
| 1            | I Must Have Lost it in the Wind | Tempête de sentiments              | ABC    | 25 septembre 2014           | 10.14                                     | 3.1/11                |
| 2            | Puzzle With a Piece Missing     | Le Puzzle de Maggie                | ABC    | 2 octobre 2014              | 9.44                                      | 2.6/9                 |
| 3            | Got to Be Real                  | Un fauteuil pour deux              | ABC    | 9 octobre 2014              | 8.48                                      | 2.4/8                 |
| 4            | Only Mama Knows                 | La Page manquante                  | ABC    | 16 octobre 2014             | 8.43                                      | 2.4/8                 |
| 5            | Bend & Break                    | Faire une pause                    | ABC    | 23 octobre 2014             | 8.62                                      | 2.5/8                 |
| 6            | Don't Let's Start               | Prendre le mal à la racine         | ABC    | 6 novembre 2014             | 8.08                                      | 2.4/7                 |
| 7            | Could We Start Again, Please?   | On oublie tout                     | ABC    | 13 novembre 2014            | 8.36                                      | 2.4/7                 |
| 8            | Risk                            | Le Goût du risque                  | ABC    | 20 novembre 2014            | 8.33                                      | 2.4/7                 |
| 9            | Where Do We Go From Here        | Prêt à se battre                   | ABC    | 29 janvier 2015             | 8.71                                      | 2.8/9                 |
| 10           | The Bed's Too Big Without You   | Un grand lit vide                  | ABC    | 5 février 2015              | 7.98                                      | 2.3/7                 |
| 11           | All I Could Do Was Cry          | Besoin d'un miracle                | ABC    | 12 février 2015             | 7.81                                      | 2.3/8                 |
| 12           | The Great Pretender             | Vivre de faux-semblants            | ABC    | 19 février 2015             | 8.13                                      | 2.5/8                 |
| 13           | Staring at the End              | Jusqu'à mon dernier souffle        | ABC    | 26 février 2015             | 7.56                                      | 2.2/7                 |
| 14           | The Distance                    | On se rencontre enfin              | ABC    | 5 mars 2015                 | 8.09                                      | 2.4/8                 |
| 15           | I Feel the Earth Move           | Au cœur du séisme                  | ABC    | 12 mars 2015                | 7.40                                      | 2.1/7                 |
| 16           | Don't Dream It's Over           | Tout oublier                       | ABC    | 19 mars 2015                | 7.73                                      | 2.1/7                 |
| 17           | With or Without You             | Accroche-toi                       | ABC    | 26 mars 2015                | 8.18                                      | 2.2/9                 |
| 18           | When I Grow Up                  | Deux vies pour une                 | ABC    | 2 avril 2015                | 6.64                                      | 1.9/7                 |
| 19           | Crazy Love                      | Folle de lui                       | ABC    | 9 avril 2015                | 7.42                                      | 2.1/7                 |
| 20           | One Flight Down                 | Refaire surface                    | ABC    | 16 avril 2015               | 7.60                                      | 2.1/8                 |
| 21           | How to Save a Life              | Belle journée pour sauver des vies | ABC    | 23 avril 2015               | 9.55                                      | 2.8/10                |
| 22           | She's Leaving Home (Part 1)     | Partir sans un mot - Partie 1      | ABC    | 30 avril 2015               | 8.74                                      | 2.6/9                 |
| 23           | She's Leaving Home (Part 2)     | Partir sans un mot - Partie 2      | ABC    | 30 avril 2015               | 8.74                                      | 2.6/9                 |
| 24           | Time Stops                      | Le temps s'arrête…                 | ABC    | 7 mai 2015                  | 7.74                                      | 2.1/8                 |
| 25           | You're My Home                  | … la vie reprend                   | ABC    | 14 mai 2015                 | 8.33                                      | 2.2/8                 |